# Nippocryptus granulosus
Nippocryptus granulosus är en stekelart som beskrevs av Jonathan 1999. Nippocryptus granulosus ingår i släktet Nippocryptus och familjen brokparasitsteklar. Inga underarter finns listade i Catalogue of Life.